# Лысков, Иван Николаевич
Иван Николаевич Лысков (28 февраля 1921, с. Барково, Курская губерния, РСФСР —  19 августа 1958, Москва, РСФСР, СССР) — советский шахматист; мастер спорта СССР (1958). Офицер.

## Биография
Иван Лысков родился 28 февраля 1921 года в селе Барково Курской губернии.
В конце 1946 года был переведён в одну из воинских частей Долинска. Весной 1947 года Иван Лысков разделил 1—2-е места в чемпионате Восточной Сибири и Дальнего Востока.
Участник чемпионата РСФСР 1947 года (10—11-е места), полуфиналов 17-го и 19-го чемпионатов СССР. В 1948 году победил в чемпионате Сахалинской области.
В 1950 году Иван Лысков был переведен служить в Подмосковье.
В турнире московских мастеров, посвящённом 40-летию Советской Армии (1958), разделил 2—3-е места и выполнил норму мастера (в соревновании участвовали 12 шахматистов). 
Лысков был редактором шахматного отдела в одной из армейских газет, автором статей по разным вопросам шахмат.
Умер 19 августа 1958 года на 38-м году жизни.